# David R. Ellis
David Richard Ellis (n. 8 septembrie 1952, Hollywood, California – d. ianuarie 2013, Johannesburg, Africa de Sud) a fost un regizor american de film și cascador.

## Filmografie

### Regizor
| An   | Film                                        | Buget       | Venituri (toată lumea)        |
| ---- | ------------------------------------------- | ----------- | ----------------------------- |
| 1996 | Homeward Bound II: Lost in San Francisco    | N/A         | $32,772,492 (USA)             |
| 2003 | Final Destination 2 (Destinație finală 2)   | $26,000,000 | $90,426,405                   |
| 2004 | Cellular                                    | $25,000,000 | $56,422,687                   |
| 2006 | Snakes on a Plane                           | $33,000,000 | $62,022,014                   |
| 2008 | Asylum                                      | $11,000,000 | $69,290,289 (Rusia: $519,857) |
| 2009 | The Final Destination (Destinație finală 4) | $40,000,000 | $186,167,139                  |
| 2011 | Shark Night                                 | $28,000,000 | $40,136,479                   |

## Legături externe
- David R. Ellis la Internet Movie Database